# Goa State Museum

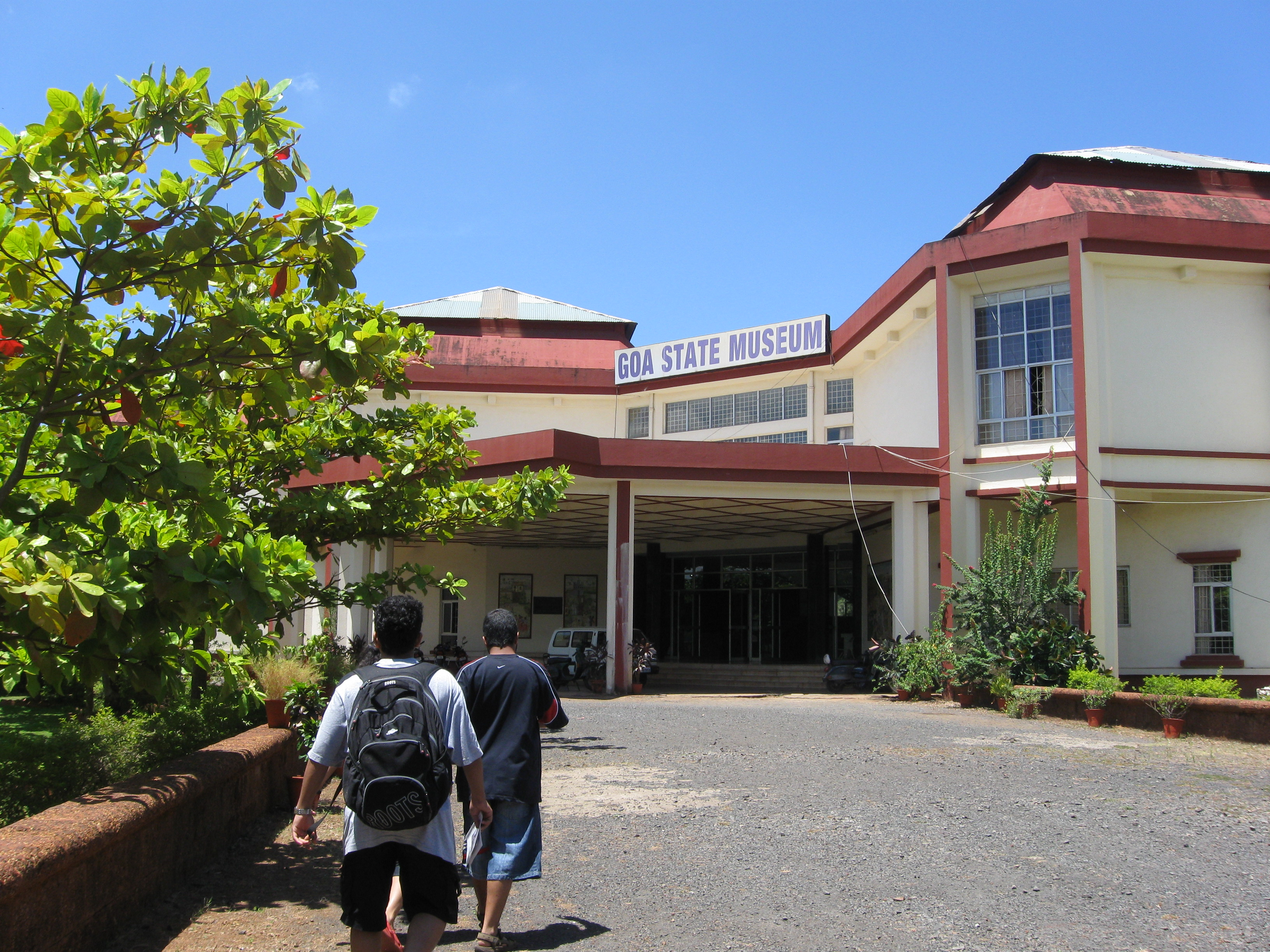
Goa State Museum

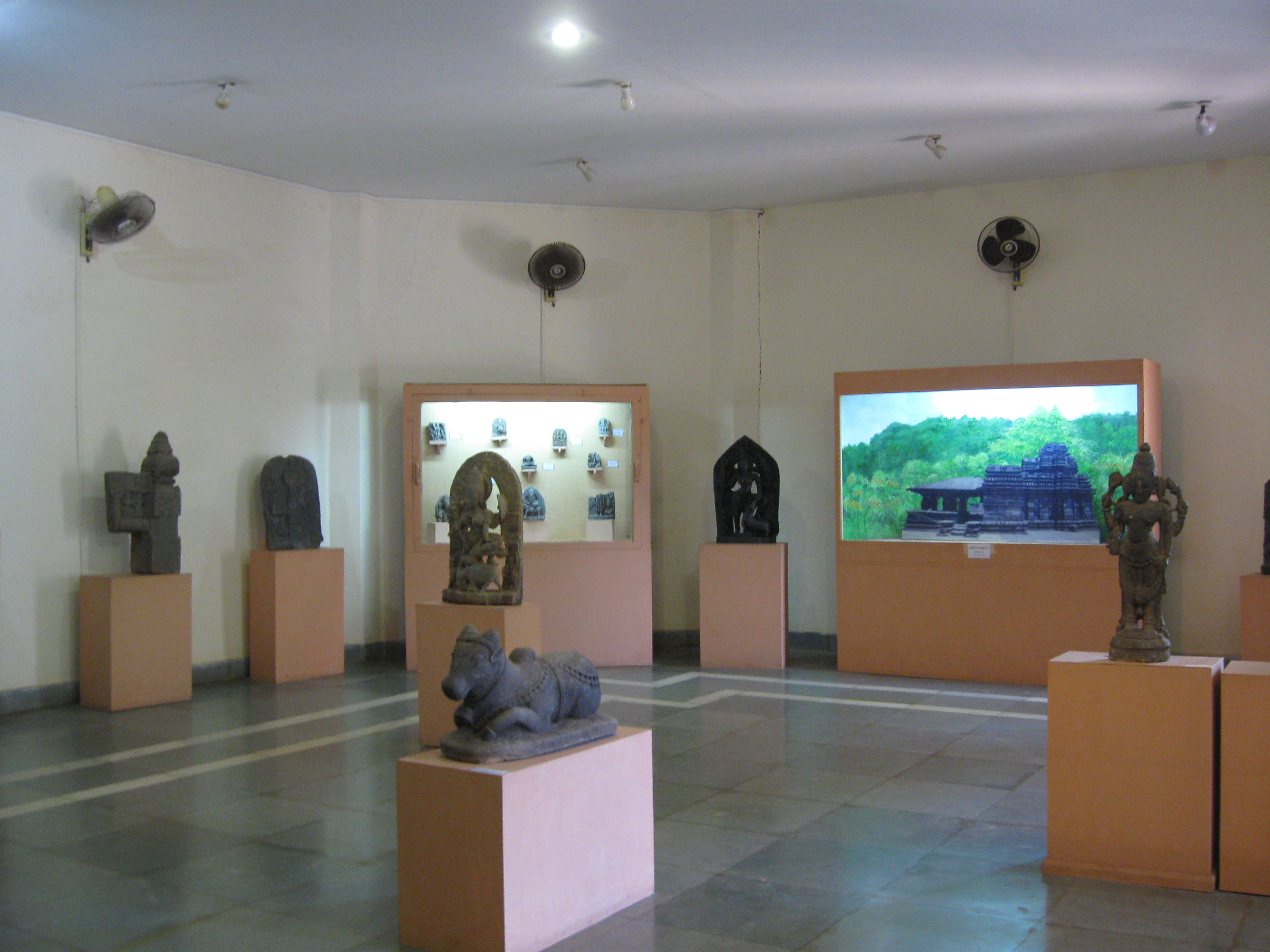
Hindu-Statuen

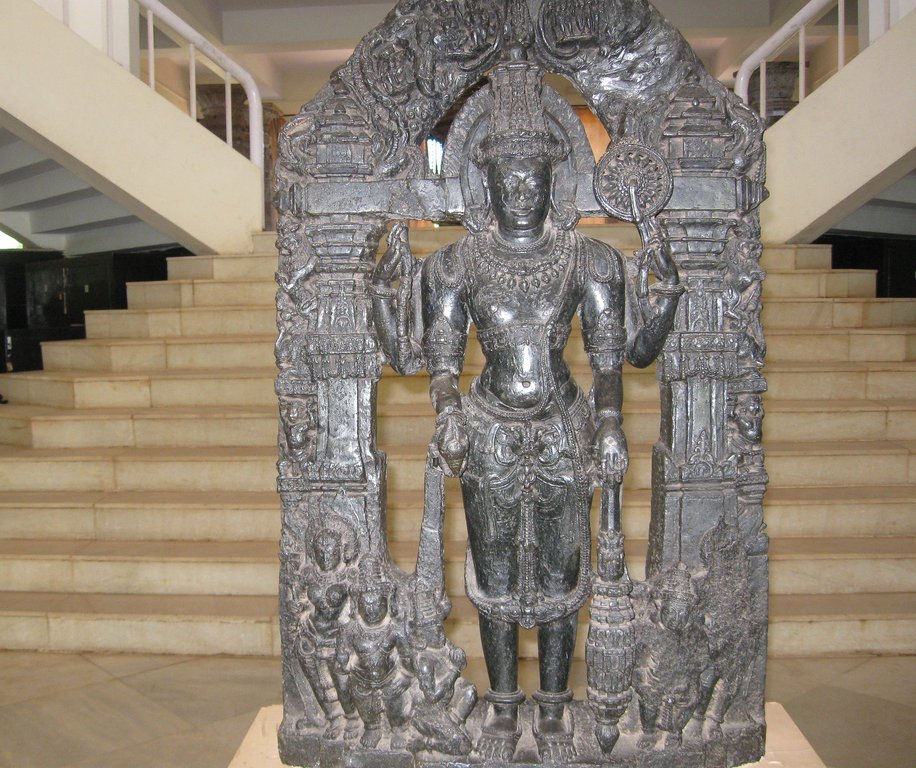
Vishnu-Statue in der Eingangshalle

Das Goa State Museum oder State Archaeology Museum, Panaji ist das bedeutendste Museum des indischen Bundesstaats Goa. Es präsentiert Exponate zur mittelalterlichen, portugiesischen und neueren Epoche der Region; einige Objekte stammen auch aus anderen Regionen Indiens.

## Lage
Das Museum befindet sich im EDC Complex in Patto, einem östlichen Bezirk der Hauptstadt Panaji.

## Geschichte
Das Goa State Museum wurde im Jahr 1973 gegründet, aber erst vier Jahre später für Besucher geöffnet. Im Jahr 1996 entstand ein neues Gebäude.

## Abteilungen
Das über ca. 9000 Exponate verfügende Museum besteht aus insgesamt 14 Abteilungen: Sculpture Gallery, Christian Art Gallery, Printing History Gallery, Banerji Art Gallery, Religious Expression Gallery, Cultural Anthropology, Contemporary Art Gallery, Numismatics Gallery, Goa’s Freedom Struggle Gallery, Menezes Braganza Gallery, Furniture Gallery, Natural Heritage of Goa Gallery, Environment & Development Gallery und die Geology Gallery.
Originellste Exponate sind sicherlich die Heiligenbilder und -statuen im Saal für christliche Kunst. In der Galerie für zeitgenössische Kunst finden sich zwei Lotteriegeräte mit über 1000 Kugeln, die im Jahr 1947 erstmals in Betrieb genommen wurden.